# Ædelcypres
Ædelcypres (Chamaecyparis lawsoniana), også kaldt Lawsoncypres, er et stedsegrønt træ med en slank, kegleformet krone og overhængende topskud. Løvet lugter frisk som en mellemting mellem harpiks og persille.

## Beskrivelse
Stammen er ofte flere gange gaffeldelt. Grenene er opstigende og korte med hængende kviste. Barken er først skælklædt med kileformede, grønne skæl. Senere bliver den glat og brun-grøn, og til sidst bliver den gråviolet med afskallende, lange plader. Skudsystemerne er flade og bregneagtige, dog med trådagtige skudspidser. Bladskællene er butte med en tydelig spids. Oversiden er mørkegrøn, mens undersiden er bleggrøn og helt lys dér, hvor andre skæl dækker ind over undersiden.
"Blomsterne" sidder i små stande med han- og hunblomster hver for sig. Koglerne er kuglerunde med store, skjoldformede skæl. De er først grågrønne, så brune. Frøene modner godt og spirer villigt.
Rodnettet består både af svære hovedrødder, der går dybt ned, og fine smårødder, der ligger lige under jordoverfladen. Rodnettet begynder først væksten omkring den 1. juli.
Højde x bredde og årlig tilvækst: 30 × 8 m (30 × 10 cm/år) – gælder arten i Danmark. I sin hjemegn i det vestlige USA bliver træet umådelig højt, op til 70 m. Slægtsnavnet Chamaecyparis der betyder dværgcypres, må derfor siges at passe dårligt til netop denne art. En lang række af sorterne til havebrug bliver dog ikke over 10 m, og en række sorter udviser egentlig dværgvækst.

## Hjemsted
Ædelcypres gror i Coast Range-bjergkæden fra Oregon i nord til Californien i syd. Den optræder mest hyppigt på nord- og nordvestvendte bjergsider. Her findes den sammen med bl.a. Amelanchier alnifolia, Blærespiræa, Canadisk Hasselurt, Canadisk Hønsebær, Douglasgran, Gul-Fyr, Hvid Snebær, Klit-Fyr, Kæmpe-Ædelgran, Papir-Birk, Stor Bjergte og Trillium ovatum.

## Anvendelse
Træet har ingen videre forstlig betydning i Danmark, men leverer udmærket tømmer. Det dyrkes i begrænset opmfang til pyntegrønt. Som prydtræ er det imidlertid overordentlig almindeligt, og der findes utallige forskellige sorter der varierer kraftigt i farve og størrelse. Det er en af de billigste prydnåletræer der handles i Danmark, og det fås tillige i supermarkeder. Mange af de lilleput-juletræer der sælges ved juletid er sorter af Ædelcypres.
I Østasien dyrkes træet også i stor stil, og en del eksporteres til Japan. Det er i hele Østasien efterspurgt som materiale til ligkister, og til snedkerarbejder i kapeller og templer.
Det lette, lige og holdbare ved giver også anledning til helt specielle anvendelser – til pileskafter og er en acceptabel, dog ikke ideal, træsort til konstruktion af flyvemaskiner.
Løvet er mulddannende.

## Sorter
Sorten Ellwoodii er af særlig stor betydning, da den er ophav til en lang række af de andre sorter.
- Chamaecyparis lawsoniana 'Alumii'
- Chamaecyparis lawsoniana 'Alumii Magnifica'
- Chamaecyparis lawsoniana 'Alumii Gold'
- Chamaecyparis lawsoniana 'Aurea Densa'
- Chamaecyparis lawsoniana 'Aurea Romana'
- Chamaecyparis lawsoniana 'Blom'
- Chamaecyparis lawsoniana 'Chilworth Silver'
- Chamaecyparis lawsoniana 'Columnaris'
- Chamaecyparis lawsoniana 'Columnaris Glauca'
- Chamaecyparis lawsoniana 'Ellwoodii'
- Chamaecyparis lawsoniana 'Ellwoodii Empire'
- Chamaecyparis lawsoniana 'Ellwoodii Gold'
- Chamaecyparis lawsoniana 'Ellwoodii Pillar'
- Chamaecyparis lawsoniana 'Erecta Blom'
- Chamaecyparis lawsoniana 'Forsteckensis'
- Chamaecyparis lawsoniana 'Glauca Elegans'
- Chamaecyparis lawsoniana 'Globira'
- Chamaecyparis lawsoniana 'Globosa'
- Chamaecyparis lawsoniana 'Golden Triumph'
- Chamaecyparis lawsoniana 'Graywoods Feather'
- Chamaecyparis lawsoniana 'Green Globe'
- Chamaecyparis lawsoniana 'Green Pillar'
- Chamaecyparis lawsoniana 'Ilona'
- Chamaecyparis lawsoniana 'Intertexta'
- Chamaecyparis lawsoniana 'Ivonne'
- Chamaecyparis lawsoniana 'Kelleriis'
- Chamaecyparis lawsoniana 'Kelleriis Gold'
- Chamaecyparis lawsoniana 'Minima Aurea'
- Chamaecyparis lawsoniana 'Minima Glauca'
- Chamaecyparis lawsoniana 'Pembury Blue'
- Chamaecyparis lawsoniana 'Rijnhof'
- Chamaecyparis lawsoniana 'Romana'
- Chamaecyparis lawsoniana 'Snowwhite'
- Chamaecyparis lawsoniana 'Stardust'
- Chamaecyparis lawsoniana 'Stewartii'
- Chamaecyparis lawsoniana 'Sunkist'
- Chamaecyparis lawsoniana 'Tharandtensis Caesia'
- Chamaecyparis lawsoniana 'Van Pelts Blue'
- Chamaecyparis lawsoniana 'White Spot'
- Chamaecyparis lawsoniana 'Wisselii'